# Plainville, Oise
Plainville är en kommun i departementet Oise i regionen Hauts-de-France i norra Frankrike. Kommunen ligger i kantonen Breteuil som tillhör arrondissementet Clermont. År 2022 hade Plainville 163 invånare.

## Befolkningsutveckling
Antalet invånare i kommunen Plainville
| Referens: INSEE |